# Leporinus obtusidens
Leporinus obtusidens è un pesce della famiglia dei Anostomidae.
Si trova nei bacini del fiume Paraná e del Río de la Plata, del fiume Uruguay e del fiume São Francisco (compresi fiumi minori e affluenti come il Bermejo, Pilcomayo, Salí, Juramento, Dulce e Uniguay. Può essere trovato nei corsi d'acqua, nonché nei laghi e nelle lagune; spesso si ripara tra pietre e vegetazione acquatica. In spagnolo il suo nome comune è boga (a volte bogón); in Brasile è noto come piapara.